# IBD Deisenroth Engineering
Ай-Бі-Ді Дайзенрот Інженірінг (англ. IBD Deisenroth Engineering) — німецька оборонна промислова компанія, що спеціалізується на розробці і виготовленні засобів захисту об'єктів військової техніки. Компанія займається розробкою та виробництвом найсучасніших пасивних систем захисту зразків озброєння і військової техніки та захищеності особового складу екіпажів бронетехніки, а також комплексів активного захисту (КАЗ) бойових броньованих машин.
Компанія відома також під ім'ям Ingenieurbüro Deisenroth або IBD. «Ай-Бі-Ді Дайзенрот Інженірінг» належить родині Дайзенрот (Deisenroth). IBD Deisenroth Engineering сертифікована відповідно до вимог ISO 9001:2000. За заявою власника та засновника компанії Ульфа Дайзенрота, компанія принципово не займається динамічним захистом об'єктів.